# Lundtofte Station
|  | Fremtidig bygning Denne artikel omhandler en bygning, der er under opførelse. Det er derfor muligt, at indholdet er af spekulativ natur, og ligeledes, at indholdet kan ændre sig markant efterhånden som flere oplysninger bliver tilgængelige. |

Lundtofte Station er en kommende letbanestation på Hovedstadens Letbane (Ring 3-letbanen) i Lyngby-Taarbæk Kommune. Stationen bliver banen nordlige endestation. Den kommer til at ligge mellem Lundtoftegårdsvej og Helsingørmotorvejen ved det sydvestlige hjørne af motorvejens afkørsel 15. Stationen kommer til at bestå af to spor med en perron imellem og med en adgangsvej fra krydset mellem Lundtoftegårdsvej og Lundtofteparken. Umiddelbart syd for stationen kommer der desuden til at ligge et sporkryds. Stationen forventes at åbne sammen med den anden del af letbanen fra Rødovre Nord Station i sommeren 2026.
Stationen kommer til at ligge i umiddelbar nærhed af det almennyttige boligbyggeri, Lundtofteparken, og ligeledes i nærheden af etagebyggeriet Eremitageparken, der ligger på den anden side af Helsingørmotorvejen. For begge boligområder bliver adgangen til stationen et mærkbart løft; den nærmeste station har hidtil været Ravnholm Station på Nærumbanen, der ligger cirka 500 meter væk fra Lundtofteparken.
Som et kuriosum kan det nævnes, at letbanen her kommer til at følge tracéet for den aldrig færdiggjorte S-bane Lundtoftebanen. Banen havde grundlag i en lov fra 1951 og skulle have gået fra Jægersborg til Nærum langs med den vestlige side af Helsingørmotorvejen. Det var blandt andet planen, at der skulle have ligget en station ved Lundtoftevej, ca. 300 m nord for den kommende letbanestation. Der var periodevis anlægsarbejder på banen, blandt andet i 1955 med en bro ved Lundtofteparken. Anlægsarbejdet gik dog i stå i 1964, og i 1976 blev banen endeligt opgivet.